# 10034 Birlan
10034 Birlan (1981 YG) là một tiểu hành tinh vành đai chính được phát hiện ngày 30 tháng 12 năm 1981 bởi Edward L. G. Bowell ở trạm Anderson Mesa thuộc Đài thiên văn Lowell. Nó được đặt theo tên Mirel Birlan, một nhà thiên văn học ở Đài thiên văn Paris.